# Dmitri Svetuşkin
Dmitri Svetuşkin   (República Socialista Soviètica de Moldàvia, 25 de juliol de 1980 - Chisinau, 4 de setembre de 2020) fou un jugador d'escacs moldau, que tenia el títol de Gran Mestre des de 2002.
A la llista d'Elo de la FIDE de l'agost de 2020, hi tenia un Elo de 2515 punts, cosa que en feia el jugador número 2 (en actiu) de Moldàvia. El seu màxim Elo va ser de 2621 punts, a la llista de novembre de 2011 (posició 181 al rànquing mundial).

## Resultats destacats en competició
Empatà als llocs 1r-3r amb Johan Hellsten i Marcin Szymanski a l'Ikaros Chess Festival 2003.
El 2007 empatà als llocs 2n-7è amb Kiril Gueorguiev, Vadim Malakhatko, Mircea Parligras, Khristos Banikas i Dimitrios Mastrovasilis al Torneig d'escacs Acropolis i empatà als llocs 3r-9è amb Pavel Smirnov, Vladimir Malakhov, Evgeny Vorobiov, Murtas Kajgalíev, Vladimir Dobrov i Aleksei Aleksàndrov al 3r Obert de Moscou. El 2008 va guanyar el 2n Obert de Gap. El 2010 empatà als llocs 1r-3r amb Iuri Krivorutxko i Oleksandr Zúbarev a Paleókhora.
L'agost de 2017 fou subcampió de l'Obert Internacional de Sants amb 8 punts de 9, mig punt per sota del campió Rinat Jumabayev.

### Participació en competicions per equips
Svetuşkin ha participat, representant Moldàvia en totes les Olimpíades d'escacs celebrades entre els anys 2000, i 2008.